# Kremkau
Kremkau este o comună din landul Saxonia-Anhalt, Germania.